# Jacques Pollet
Jacques Pollet (ur. 2 lipca 1922 w Roubaix, zm. 16 sierpnia 1997 w Paryżu) – francuski kierowca wyścigowy.
Startował w Formule 1 ogółem w 5 wyścigach reprezentując zespół Gordini. W Formule 1 zadebiutował 4 lipca 1954. Nigdy nie zdobył punktów.